# Byram (Mississippi)
Pour les articles homonymes, voir Byram.
La ville américaine de Byram est située dans le comté de Hinds, dans l’État du Mississippi. Lors du recensement de 2000, sa population s’élevait à 7 386 habitants.